# Tetrapoma quadridentatum
Tetrapoma quadridentatum är en nässeldjursart som först beskrevs av Walter Douglas Hincks 1874.  Tetrapoma quadridentatum ingår i släktet Tetrapoma och familjen Campanulinidae. Inga underarter finns listade i Catalogue of Life.